# Jalle de Blanquefort
Jalle de Blanquefort (lub Jalle Noire) – rzeka we Francji, przepływająca przez teren departamentu Żyronda, o długości 31,8 km. Stanowi lewy dopływ rzeki Garonny.